# 대정 (후량)
대정(大定, 555년 ~ 562년 윤 2월)은 후량(後梁) 선제(宣帝) 소찰(蕭詧)의 연호로 후량 최초의 연호이다. 7년 2개월 동안 사용하였다.

## 개원
- 양(梁) 승성(承聖) 4년 1월 1일[1](555년 2월 7일)에 소찰이 칭제 건원 후, 연호를 대정(大定)으로 건원함.[2][3]

- 대정(大定) 8년 윤 2월 24일[4](562년 4월 13일)에 연호를 천보(天保)로 개원함.[5][3]

## 연대 대조표
| 대정        | 원년                                           | 2년                 | 3년                                  | 4년        | 5년             | 6년                             | 7년                 | 8년        |
| 서기        | 555년                                          | 556년               | 557년                                | 558년      | 559년           | 560년                           | 561년               | 562년      |
| 간지        | 을해(乙亥)                                     | 병자(丙子)          | 정축(丁丑)                           | 무인(戊寅) | 기묘(己卯)      | 경진(庚辰)                      | 신사(辛巳)          | 임오(壬午) |
| 양 (梁)     | 승성(承聖) 4년 천성(天成) 원년 소태(紹泰) 원년 | 2년 태평(太平) 원년 | 2년                                  | -          | -               | -                               | -                   | -          |
| 남진 (南陳) | -                                              | -                   | 영정(永定) 원년                      | 2년        | 3년             | 천가(天嘉) 원년                 | 2년                 | 3년        |
| 북제 (北齊) | 천보(天保) 6년                                 | 7년                 | 8년                                  | 9년        | 10년            | 건명(乾明) 원년 황건(皇建) 원년 | 2년 태녕(太寧) 원년 | 2년        |
| 서위 (西魏) | 공제(恭帝) 2년                                 | 3년                 | (4년)                                | -          | -               | -                               | -                   | -          |
| 북주 (北周) | -                                              | -                   | 효민제 (孝閔帝) 원년 명제(明帝) 원년 | 2년        | 무성(武成) 원년 | 2년                             | 보정(保定) 원년     | 2년        |

## 동시대 연호

### 한국
신라(新羅)
- 개국(開國) (551년 ~ 568년)

### 중국
양(梁)
- 승성(承聖) (552년 ~ 555년)
- 천성(天成) (555년)
- 소태(紹泰) (555년 ~ 556년)
- 태평(太平) (556년 ~ 557년)

남진(南陳)
- 영정(永定) (557년 ~ 559년)
- 천강(天康) (566년 ~ 567년)

북제(北齊)
- 천보(天保) (550년 ~ 559년)
- 건명(乾明) (560년)
- 황건(皇建) (560년 ~ 561년)
- 태녕(太寧) (561년 ~ 562년)

북주(北周)
- 무성(武成) (559년 ~ 560년)
- 보정(保定) (561년 ~ 566년)

고창국(高昌國)
- 건창(建昌) (555년 ~ 560년)
- 연창(延昌) (561년 ~ 601년)

기타 정권
- 소장(蕭莊) 천계(天啓) (558년 ~ 560년)

## 같이 보기
- 다른 왕조의 같은 연호
  - 북주(北周) 대정(大定, 581년)
  - 금(金) 대정(大定, 1161년 ~ 1189년)
  - 리 왕조(李朝) 다이딘(大定, 1140년 ~ 1163년)
  - 쩐 왕조(陳朝) 다이딘(大定, 1369년 ~ 1370년)

- 중국의 연호 목록